# Lutz Hochstraate
Lutz Hochstraate (* 7. Januar 1942 in Dortmund) ist ein deutscher Schauspieler und Theaterregisseur.

## Leben
Lutz Hochstraate absolvierte die Berliner Max-Reinhardt-Schule für Schauspiel und arbeitet seit 1964 als Schauspieler für das Theater und das Fernsehen, seit 1972 auch als Theater- und Opernregisseur. Von 1974 bis 1979 bekleidete er den Posten des Oberspielleiters am Salzburger Landestheater, anschließend war er freischaffend unter anderem am Schauspiel Frankfurt sowie den Theatern in Bonn und Heidelberg tätig. 1986 kehrte Hochstraate ans Salzburger Landestheater zurück und war bis 2004 dessen Intendant. Als Regisseur inszenierte er während dieser Zeit im In- und Ausland, so in Neapel, Athen, Verona, St. Gallen, Saarbrücken, Halle, Erfurt und am Meininger Theater. Von 2009 bis 2012 hatte Hochstraate den Vorsitz der Camerata Salzburg inne, weiter ist er seit 2012 Lehrbeauftragter an der Universität Mozarteum und der Universität Salzburg.
Zwischen 1964 und 1983 arbeitete Lutz Hochstraate auch umfangreich für das Fernsehen und debütierte in dem Kriminalfilm Nebelmörder unter der Regie von Eugen York. Neben Gastauftritten in zwei Tatort-Episoden, spielte er 1969 in 39 Folgen der australischen Produktion Woobinda und hatte 1977 die Hauptrolle als Pfarrer Schmiedeck in der 13-teiligen Serie Pfarrer in Kreuzberg.
Hochstraate war zwischen 1969 und 1988 mit der Schauspielerin Barbara Rütting (1927–2020) liiert und lebte mit ihr bis 1980 auf einem Bauernhof im österreichischen Sommerholz. 2002 wurde ihm der Titel „Professor“ verliehen, im Oktober 2012 erhielt er die Ehrenmitgliedschaft des Salzburger Landestheaters.

## Filmografie
- 1964: Nebelmörder
- 1965: Das Haus
- 1965: Das Haus der sieben Balkone
- 1966: Großer Ring mit Außenschleife
- 1966: Junggesellenabschied
- 1967: Der sanfte Lauf
- 1967: Die Voruntersuchung
- 1967: Heinrich IV.
- 1967: Die Nibelungen (Fernseh-Zweiteiler)
- 1968: König Richard II.
- 1968: Die seltsamen Ansichten des Mr. Eliot
- 1968: …soviel nackte Zärtlichkeit
- 1968: Ping Pong
- 1968–1969: Woobinda (Animal Doctor) (39 Folgen)
- 1969: Sie schreiben mit – Zu jung, um alt zu sein
- 1970: Pater Brown – Das blaue Kreuz
- 1972: Unsere heile Welt – Aufstand der Sklaven
- 1977: Pfarrer in Kreuzberg (13 Folgen)
- 1977: Tatort – Drei Schlingen
- 1978: Adoptionen
- 1979: Protokoll eines Verdachts
- 1979: Der Schuft, der den Münchhausen schrieb
- 1980: Jan vom goldenen Stern
- 1983: Tatort – Wenn alle Brünnlein fließen